# Neocyrtopeltocoris
Neocyrtopeltocoris is een geslacht van wantsen uit de familie van de Miridae (Blindwantsen). Het geslacht werd voor het eerst wetenschappelijk beschreven door Wyniger in Schuh & Henry.

## Soorten
Het genus bevat de volgende soorten:

- Neocyrtopeltocoris froeschneri Wyniger, Schuh & Henry, 2023
- Neocyrtopeltocoris triangularis (Knight, 1918)